# Nokia 8310
Nokia 8310 a fost un telefon mobil premium fabricat de Nokia între 2001 și 2002.
Materialul folosit pentru acest telefon este plasticul. 8310 funcționează pe frecvențele GSM de 900 și 1800 MHz.
Are conectivitate la Internet prin GPRS clasa 4 și prin browser-ul WAP. Este dotat cu un port infraroșu este prezentă pentru schimbul de date.
Alte caracteristici ale Nokia 8310 sunt jocurile (pairs 2, snowboard, bumper și snake 2), 32 de limbi, ceas, alarmă și organizator. Bateria Li-Ion de 830 mAh oferă 400 de ore în stand-by și de la 2 până la 4 ore de convorbire.